# کانن ئی‌اواس ۳۰۰

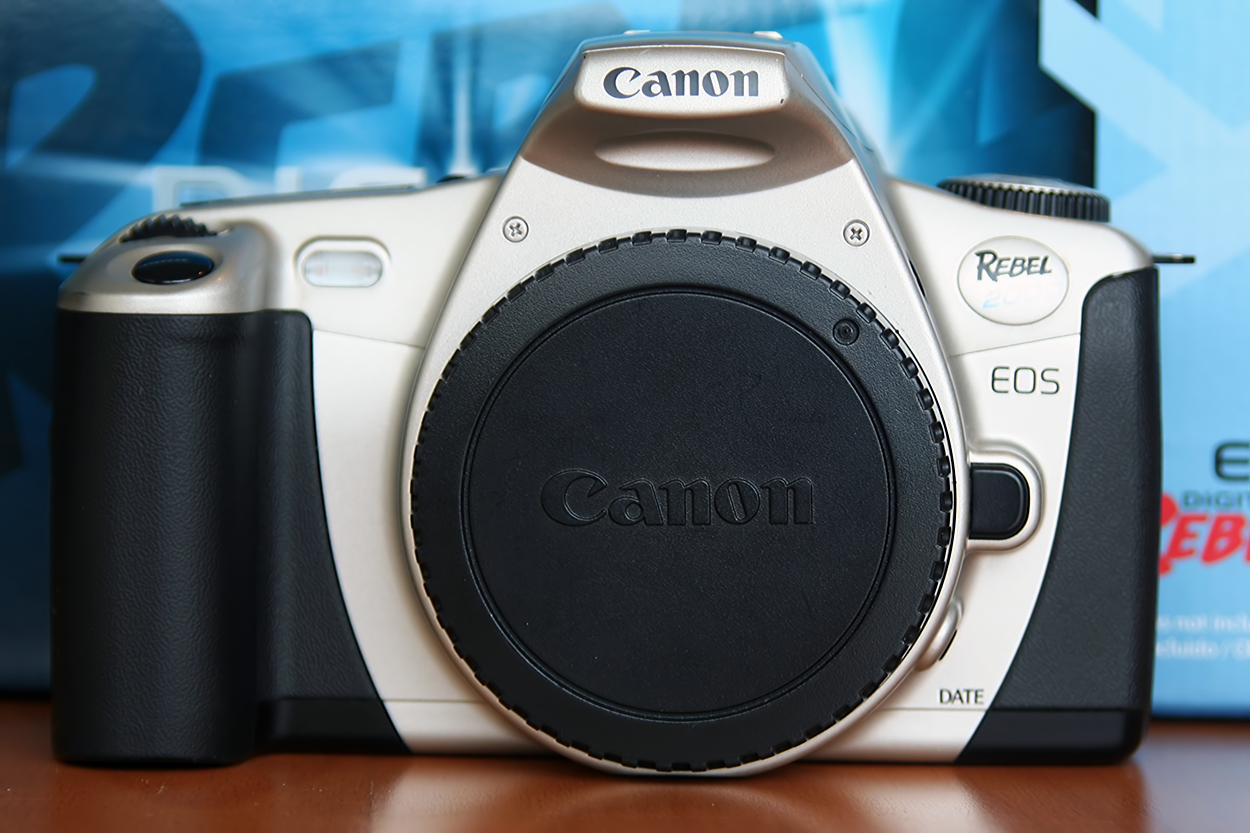
نمایی نزدیک از Canon EOS 300

کانن ئی‌اواس ۳۰۰ (به انگلیسی: Canon EOS 300) یک دوربین عکاسی تک‌لنزی بازتابی ساخت شرکت کانن است.